# Les Vignes
Les Vignes is een plaats en voormalige gemeente in het Franse departement Lozère (regio Occitanie) en telt 103 inwoners (2009). De plaats maakt deel uit van het arrondissement Florac.

## Geschiedenis
Les Vignes is op 1 januari 2017 gefuseerd met de gemeenten Le Massegros, Le Recoux, Saint-Georges-de-Lévéjac en Saint-Rome-de-Dolan tot de gemeente Massegros Causses Gorges.  

## Geografie
De oppervlakte van Les Vignes bedraagt 25,8 km², de bevolkingsdichtheid is dus 4 inwoners per km².
De onderstaande kaart toont de ligging van Les Vignes met de belangrijkste infrastructuur en aangrenzende gemeenten.

## Demografie
Onderstaande figuur toont het verloop van het inwonertal.

## Bezienswaardigheden
- Gorges du Tarn